# Jaransk
Jaransk – miasto w Rosji, w obwodzie kirowskim. W 2010 roku liczyło 17 253 mieszkańców.